# Cypress Park
Cypress Park è un quartiere dell'EstSide di Los Angeles posto alla confluenza tra il fiume Los Angeles ed il fiume Arroyo Seco.
Il quartiere si trova a meno di 2,5 miglia a nord della Downtown di Los Angeles e si trova all'interno una pianura alluvionale occupata anche dal quartiere di Elysian Valley e delimitata dall'Elysian Park e dal quartiere di Mt. Washington.
I confini di Cypress Park sono il fiume Los Angeles ad ovest, L'Arroyo Seco a sud, Mt. Washington ad est e la Division Street a nord.
L'area di Cypress Park viene associata al movimento per la rivitalizzazione della zona del fiume Los Angeles per la presenza dei due parchi Los Angeles River Center e Rio de Los Angeles State Park dentro ai suoi confini.
Secondo il censimento del 2000 gli abitanti erano 9764.

## Storia
La terra sulla quale oggi sorge Cypress Park fu l'insediamento originale della tribù Tongva dei nativi americani Shoshoni. Quando l'esploratore spagnolo Gaspar de Portolá con la sua spedizione incontrò il fiume Los Angeles nell'agosto del 1769 descrisse quest'area come una valle molto verde. Il Pueblo di Los Angeles fu fondato successivamente di fianco a questa area.
Questa stessa area fu un Ranchos della California, ovvero un territorio concesso dal governo spagnolo, chiamato Rancho San Rafael e concesso a Jose Maria Verdugo nell'ottobre del 1784. Nel 1859 Verdugo ne vendette la parte a sud a Jessie D. Hunter il quale era arrivato a Los Angeles nel 1847 come capitano del Battaglione mormone durante la guerra Messicano-Americana. Hunter aveva in precedenza acquistato il Rancho Cañada de Los Nogales. Alla morte di Hunter la proprietà fu suddivisa nell'Hunter Tract e, nel 1882, nel Cypress Park che divenne la prima comunità di Arroyo Seco precedendo Highland Park di tre anni.